# Petro Slobodjan
Petro Slobodjan ukrajinsky Петро Петрович Слободян, (2. července 1953 – 15. prosince 2020) byl ukrajinský fotbalista, útočník, jenž reprezentoval někdejší Sovětský svaz. Po skončení aktivní kariéry působil jako trenér.

## Fotbalová kariéra
V nejvyšší soutěži Sovětského svazu hrál za Dynamo Kyjev, Dněpr Dněpropetrovsk a Lokomotiv Moskva. Nastoupil ve 127 ligových utkáních a dal 18 gólů. S Dynamem Kyjev získal dvakrát mistrovský titul, v roce 1978 Sovětský fotbalový pohár a také Superpohár UEFA 1975. V Poháru mistrů evropských zemí nastoupil v 7 utkáních a dal 3 góly, v Poháru UEFA nastoupil v 5 utkáních a v Superpoháru UEFA nastoupil v 1 utkání.  Za reprezentaci Sovětského svazu nastoupil v roce 1976 ve 2 utkáních.

## Ligová bilance
| Ročník                               | Zápasy | Góly | Klub                 |
| ------------------------------------ | ------ | ---- | -------------------- |
| Sovětská fotbalová Vysšaja liga 1972 | 6      | 1    | Dněpr Dněpropetrovsk |
| Sovětská fotbalová Vysšaja liga 1973 | 2      | 0    | Dněpr Dněpropetrovsk |
| Sovětská fotbalová Vysšaja liga 1974 | 25     | 5    | Dněpr Dněpropetrovsk |
| Sovětská fotbalová Vysšaja liga 1975 | 10     | 2    | Dynamo Kyjev         |
| Sovětská fotbalová Vysšaja liga 1976 | 20     | 3    | Dynamo Kyjev         |
| Sovětská fotbalová Vysšaja liga 1977 | 21     | 5    | Dynamo Kyjev         |
| Sovětská fotbalová Vysšaja liga 1978 | 1      | 0    | Dynamo Kyjev         |
| Sovětská fotbalová Vysšaja liga 1979 | 29     | 2    | Dynamo Kyjev         |
| Sovětská fotbalová Vysšaja liga 1980 | 13     | 0    | Lokomotiv Moskva     |
| CELKEM 1. liga                       | 127    | 18   |                      |

## Trenérská kariéra
V ukrajinské nejvyšší soutěži trénoval dvakrát FK Obolon Kyjev.

## Vyznamenání
- Řád za zásluhy III. třídy